# Heleophryne
Heleophryne é um género de anfíbios da família Heleophrynidae. É endémico da África do Sul.

## Espécies
- Heleophryne depressa FitzSimons, 1946
- Heleophryne hewitti Boycott, 1988
- Heleophryne orientalis FitzSimons, 1946
- Heleophryne purcelli Sclater, 1898
- Heleophryne regis Hewitt, 1910
- Heleophryne rosei Hewitt, 1925